# Szőkéd
Szőkéd è un comune dell'Ungheria di 403 abitanti (dati 2008) situato nella contea di Baranya, regione Transdanubio Meridionale